# إريك ويبستر
إريك ويبستر (بالإنجليزية: Eric Webster)‏ هو مدرب كرة قدم ولاعب كرة قدم بريطاني في مركز نصف الجناح، ولد في 24 يونيو 1931 في مانشستر في المملكة المتحدة، وتوفي في 24 يناير 2016. لعب مع أشتون يونايتد وماكليسفيلد تاون ومانشستر سيتي ونادي ستاليبريدج سيلتيك ونادي هايد إف سي.